# Veelstippige kroonslak
De veelstippige kroonslak (Doto dunnei) is een slakkensoort uit de familie van de kroonslakken (Dotidae). De wetenschappelijke naam van de soort werd in 1976 voor het eerst geldig gepubliceerd door Lemche.

## Beschrijving
De veelstippige kroonslak is een tot 25 mm grote zeenaaktslak met een doorschijnend wit lichaam met donkerrode of zwarte vlekken. Het heeft talrijke roodbruine pigmentvlekjes aan de achterkant en zijkanten van het lichaam, die zich uitstreken tot aan de binnenkant van de rhinofoorscheden. Op de rug zijn 7-8 paar gelobde papillen aanwezig, met circa 7 rijen wratachtige tuberkels. Op de top van de papiltuberkels is een paarsrode stip zichtbaar met aan de zijkanten van papillen kleine stipjes. De veelstippige kroonslak voedt zich exclusief met de hydropoliep Kirchenpaueria pinnata. Behalve de specifieke voedselvoorkeur is er maar weinig over de ecologie van deze soort bekend.

## Verspreiding
De meeste waarnemingen van de veelstippige kroonslak zijn van de Britse Eilanden. De soort is ook bekend aan de Spaanse zeekust van Galicië (Spanje). Nederlandse waarnemingen beperken zich tot enkele autochtone meldingen van de Doggersbank en Klaverbank en van exemplaren die op de kust zijn aangespoeld op Japans bessenwier (Sargassum muticum), met daarop vastgegroeide Kirchenpaueria (Texel).